# Karjala Cup 2011
Karjala Cup 2011 je turnaj v rámci série Euro Hockey Tour 2011/2012, který byl hrán od 10. do 13. listopadu 2011.

## Zápasy
| 10. listopadu 2011 17:30 SEČ | Finsko | 1 – 2 SN (0:1, 0:0, 1:0, 0:0, 0:1) | Rusko | Hartwall Arena, Helsinky Návštěvnost: 11 244 |  |

| Report           |                  |          |                                            |                                     |
| Karri Rämö       | Karri Rämö       | Brankáři | Konstantin Barulin                         | Rozhodčí: Mikael Nord Sören Persson |
| Sami Vatanen 41' | Sami Vatanen 41' |          | 13' Alexandr Radulov SN' Jevgenij Kuzněcov | Rozhodčí: Mikael Nord Sören Persson |
| 6 min            | 6 min            | Tresty   | 18 min                                     | Rozhodčí: Mikael Nord Sören Persson |
| 31               | 31               | Střely   | 34                                         | Rozhodčí: Mikael Nord Sören Persson |

| 10. listopadu 2011 19:00 SEČ | Švédsko | 2 – 5 (0:1, 2:1, 0:3) | Česko | Fjällräven Center, Örnsköldsvik Návštěvnost: 5 227 |  |

| Report                                 |                                        |          |                                                                                           |                                            |
| Gustaf Wesslau                         | Gustaf Wesslau                         | Brankáři | Jakub Štěpánek                                                                            | Rozhodčí: Vjačeslav Bulanov Alexej Ravodin |
| Andreas Jämtin 27' Jonas Andersson 35' | Andreas Jämtin 27' Jonas Andersson 35' |          | 3' Petr Nedvěd 22' Jakub Petružálek 43' Petr Nedvěd 46' Jiří Novotný 46' Jakub Petružálek | Rozhodčí: Vjačeslav Bulanov Alexej Ravodin |
| 8 min                                  | 8 min                                  | Tresty   | 10 min                                                                                    | Rozhodčí: Vjačeslav Bulanov Alexej Ravodin |
| 28                                     | 28                                     | Střely   | 27                                                                                        | Rozhodčí: Vjačeslav Bulanov Alexej Ravodin |

| 12. listopadu 2011 13:00 SEČ | Švédsko | 1 – 4 (0:2, 1:0, 0:2) | Rusko | Hartwall Arena, Helsinky Návštěvnost: 5 575 |  |

| Report             |                    |          |                                                                                    |                                       |
| Gustaf Wesslau     | Gustaf Wesslau     | Brankáři | Michail Birjukov                                                                   | Rozhodčí: Jari Leppäalho Jari Levonen |
| Calle Järnkrok 22' | Calle Järnkrok 22' |          | 7' Alexandr Radulov 18' Alexandr Radulov 58' Alexandr Pěrežogin 60' Sergej Širokov | Rozhodčí: Jari Leppäalho Jari Levonen |
| 10 min             | 10 min             | Tresty   | 10 min                                                                             | Rozhodčí: Jari Leppäalho Jari Levonen |
| 24                 | 24                 | Střely   | 21                                                                                 | Rozhodčí: Jari Leppäalho Jari Levonen |

| 12. listopadu 2011 16:00 SEČ | Finsko | 4 – 0 (1:0, 2:0, 1:0) | Česko | Hartwall Arena, Helsinky Návštěvnost: 11 814 |  |

| Report                                                                    |              |          |                |                                     |
| Niko Hovinen                                                              | Niko Hovinen | Brankáři | Jakub Štěpánek | Rozhodčí: Mikael Nord Sören Persson |
| Jarkko Immonen, 4' Jarkko Immonen 21' Janne Pesonen 28' Janne Niskala 52' |              |          |                | Rozhodčí: Mikael Nord Sören Persson |
| 2 min                                                                     | 2 min        | Tresty   | 6 min          | Rozhodčí: Mikael Nord Sören Persson |
| 31                                                                        | 31           | Střely   | 22             | Rozhodčí: Mikael Nord Sören Persson |

| 13. listopadu 2011 13:00 SEČ | Česko | 1 – 2 (0:0, 1:0, 0:2) | Rusko | Hartwall Arena, Helsinky Návštěvnost: 3 794 |  |

| Report          |                 |          |                                            |                                      |
| Jakub Kovář     | Jakub Kovář     | Brankáři | Konstantin Barulin                         | Rozhodčí: Antti Boman Alexej Rantala |
| Petr Nedvěd 28' | Petr Nedvěd 28' |          | 55' Alexandr Radulov 60' Jevgenij Kuzněcov | Rozhodčí: Antti Boman Alexej Rantala |
| 14 min          | 14 min          | Tresty   | 14 min                                     | Rozhodčí: Antti Boman Alexej Rantala |
| 23              | 23              | Střely   | 24                                         | Rozhodčí: Antti Boman Alexej Rantala |

| 13. listopadu 2011 17:00 SEČ | Finsko | 3 – 4 (1:1, 1:3, 1:0) | Švédsko | Hartwall Arena, Helsinky Návštěvnost: 12 195 |  |

| Report                                             |                                                    |          |                                                                                        |                                   |
| Karri Rämö                                         | Karri Rämö                                         | Brankáři | Johan Gustafsson                                                                       | Rozhodčí: Martin Fraňo Jan Hribik |
| Jarkko Immonen 6' Sami Vatanen 40' Leo Komarov 49' | Jarkko Immonen 6' Sami Vatanen 40' Leo Komarov 49' |          | 19' Nicklas Danielsson 28' Martin Thörnberg 33' Christian Bäckman 39' Martin Thörnberg | Rozhodčí: Martin Fraňo Jan Hribik |
| 18 min                                             | 18 min                                             | Tresty   | 20 min                                                                                 | Rozhodčí: Martin Fraňo Jan Hribik |
| 38                                                 | 38                                                 | Střely   | 24                                                                                     | Rozhodčí: Martin Fraňo Jan Hribik |

## Tabulka
| Poř. | Tým     | Z | V | VP | PP | P | VG | OG | B |
| ---- | ------- | - | - | -- | -- | - | -- | -- | - |
| 1.   | Rusko   | 3 | 2 | 1  | 0  | 0 | 8  | 3  | 8 |
| 2.   | Finsko  | 3 | 1 | 0  | 1  | 0 | 8  | 6  | 4 |
| 3.   | Česko   | 3 | 1 | 0  | 0  | 2 | 6  | 8  | 3 |
| 4.   | Švédsko | 3 | 1 | 0  | 0  | 2 | 7  | 12 | 3 |

## Lídři kanadského bodování
| Poř | Hráč              | Země    | Z | G | A | B | +/− | TM | POZ |
| --- | ----------------- | ------- | - | - | - | - | --- | -- | --- |
| 1   | Alexandr Radulov  | Rusko   | 3 | 4 | 1 | 5 | 0   | 4  | Ú   |
| 2   | Jarkko Immonen    | Finsko  | 3 | 3 | 1 | 4 | +2  | 0  | Ú   |
| 3   | Janne Pesonen     | Finsko  | 3 | 1 | 3 | 4 | +3  | 2  | Ú   |
| 4   | Mikael Granlund   | Finsko  | 3 | 0 | 4 | 4 | +2  | 2  | Ú   |
| 5   | Petr Nedvěd       | Česko   | 3 | 3 | 0 | 3 | 0   | 2  | Ú   |
| 6   | Sami Vatanen      | Finsko  | 3 | 2 | 1 | 3 | 0   | 0  | O   |
| 7   | Ilja Nikulin      | Rusko   | 3 | 0 | 3 | 3 | +2  | 2  | O   |
| 8   | Jakub Petružálek  | Česko   | 3 | 2 | 0 | 2 | +2  | 0  | Ú   |
| 8   | Martin Thörnberg  | Švédsko | 3 | 2 | 0 | 2 | 0   | 0  | Ú   |
| 10  | Jevgenij Kuzněcov | Rusko   | 3 | 2 | 0 | 2 | +1  | 0  | Ú   |

Z = Odehrané zápasy; G = Góly; A = Asistence; B = Body; +/− = Plus/Minus; TM = Trestné minuty; POZ = Pozice
Zdroj: Swehockey

## Brankáři
| Poř | Hráč               | Země    | ČNL    | OG | POG  | %ChS  | ČK |
| --- | ------------------ | ------- | ------ | -- | ---- | ----- | -- |
| 1   | Niko Hovinen       | Finsko  | 85:31  | 1  | 0.70 | 96.67 | 1  |
| 2   | Konstantin Barulin | Rusko   | 125:00 | 2  | 0.96 | 96.47 | 0  |
| 3   | Jakub Štěpánek     | Česko   | 120:00 | 6  | 3.00 | 89.83 | 0  |
| 4   | Karri Rämö         | Finsko  | 98:36  | 5  | 3.04 | 89.36 | 0  |
| 5   | Gustaf Wesslau     | Švédsko | 118:58 | 8  | 4.03 | 82.98 | 0  |

ČNL = Čas na ledě (minuty:sekundy); OG = Obdržené góly; POG = Průměr obdržených gólů; %ChS = Procentuální úspěšnost chycených střel; ČK = Čistá konta

## All-Star-Team
| Útočník | Mikael Granlund Finsko - Jarkko Immonen Finsko - Alexandr Radulov Rusko |
| Obránce | Ilja Nikulin Rusko - Sami Vatanen Finsko                                |
| Brankář | Konstantin Barulin Rusko                                                |

## Soupisky
| Umístění | Mužstvo | Hráči |
| -------- | ------- | --- |
| 1.       | Rusko   | Brankáři: Konstantin Barulin, Michail Birjukov Obránci: Nikolaj Bělov, Jevgenij Birjukov, Maxim Čudinov, Děnis Děnisov, Andrej Koněv, Konstantin Kornějev, Jevgenij Medveděv, Ilja Nikulin, Jakov Rylov, Ivan Višněvskij Útočníci: Jevgenij Bodrov, Igor Musatov, Alexandr Pěrežogin, Michail Varnakov, Děnis Kokarev, Andrej Popov, Alexej Těreščenko, Igor Grigorenko, Viktor Tichonov, Ilja Zubov, Sergej Kalinin, Alexandr Radulov, Sergej Širokov, Igor Makarov, Vadim Šipačov, Kirill Petrov, Vladimir Tarasenko, Jevgenij Kuzněcov Trenér: Zinetula Biljaletdinov Asistenti: Valerij Bělov, Dmitrij Juškevič, Vladimir Myškin Generální manažer: |
| 2.       | Finsko  | Brankáři: Niko Hovinen, Karri Rämö Obránci: Ossi Väänänen, Lasse Kukkonen, Topi Jaakola, Jyrki Välivaara, Janne Niskala, Pasi Puistola, Sami Vatanen, Ville Lajunen Útočníci: Petteri Wirtanen, Ville Peltonen, Jesse Joensuu, Janne Pesonen, Matti Kuparinen, Jonas Enlund, Jarkko Immonen, Petri Kontiola, Mika Pyörälä, Antti Pihlström, Juhamatti Aaltonen, Mikael Granlund, Leo Komarov Trenér: Jukka Jalonen Asistent: Petri Matikainen, Pasi Nurminen Generální manažer: Jari Kurri |
| 3.       | Česko   | Brankáři: Jakub Kovář, Jakub Štěpánek Obránci: Miroslav Blaťák, Petr Čáslava, Tomáš Mojžíš, Jakub Nakládal, Martin Ševc, Marek Trončinský, Lukáš Zíb Útočníci: Martin Adamský, Petr Hubáček, Zbyněk Irgl, Jakub Klepiš, Aleš Kotalík, Petr Koukal, Marek Kvapil, Petr Nedvěd (C), Jiří Novotný, Jakub Orsava, Lukáš Pech, Jakub Petružálek, Petr Průcha, Petr Vampola Trenér: Alois Hadamczik Asistent: Josef Paleček Generální manažer: Slavomír Lener |
| 4.       | Švédsko | Brankáři: Viktor Fasth, Gustaf Wesslau Obránci: Klas Dahlbeck, Staffan Kronwall (A), Daniel Fernholm, David Petrasek (A), Jonas Brodin, Christian Bäckman, Mattias Karlsson Útočníci: Simon Hjalmarsson, Oscar Sundh, Calle Järnkrok, Andreas Falk, Jesper Fasth, Patrik Zackrisson, Martin Thörnberg, Niklas Persson (C), Jonas Andersson, Johan Harju, Nicklas Danielsson, Mika Hannula, Fredrik Warg, Andreas Jämtin Trenér: Pär Mårts Asistent: Peter Popovic Generální manažer: Tommy Boustedt |